# Andreu Bibiloni Amengual
Andreu Bibiloni Amengual (Palma, 1963) és un historiador mallorquí.
Es llicencià en història a la Universitat de les Illes Balears el 1987. Es doctorà, l'any 1995, amb la tesi "El comerç exterior de Mallorca. Homes, mercats i productes d'intercanvi (1650-1720)". Va ser professor a la Universitat de Las Palmas de Gran Canaria (1991-1992) i de la Universitat de Sevilla des del 1992. És autor de "Mercaders i navegants a Mallorca durant el segle xvii. L'oli com a indicador del comerç mallorquí" (1992), "Contrabandistes i agents de rendes. Supervivents i acumuladors entorn al negoci del tabac a Mallorca durant els segles XVII i XVIII" (2000). En col·laboració amb Jerònia Pons ha estudiat el mercat de treball a l'estat espanyol en el segle xx, amb una especial dedicació a la seva composició i evolució en el sector del calçat a Mallorca, amb publicacions conjuntes com "La indústria del calçat a Llooseta, 1900-1960" (2000) o "La fuerza de trabajo en la industria del calzado de Mallorca, 1900-1970" (2001). El 2005 publicà "La construcció d'un poble: Lloseta i les migracions durant el segle XX". El 1990 obtengué el premi Ciutat de Palma d'investigació.